# Gnam gnam
Gnam Gnam è il terzo album discografico del gruppo musicale italiano Ossi Duri con Elio degli Elio e Le Storie Tese, pubblicato nel 2005 dall'etichetta discografica Electromantic Music.

## Descrizione
Il disco è registrato live all'Hiroshima Mon Amour a Torino l'8 ottobre 2004 ed è il primo live eseguito dagli Ossi Duri e Elio. In occasione della manifestazione organizzata da ONDA1 (Operatori Nuove Droghe ASL 1), gli Ossi Duri ed Elio hanno portato sul palco brani propri, brani di Elio e Le Storie Tese ma soprattutto brani di Frank Zappa di cui entrambi sono grandi fan.

## Tracce
1. Back to the Future – 4:20 (musica: Alan Silvestri)
2. Broken Hearts Are For Asshole – 4:08 (F.Zappa)
3. Sofa – 3:17 (F.Zappa)
4. City of Tiny Lites – 5:54 (F.Zappa)
5. Dancin' Fool – 4:55 (F.Zappa)
6. Tell Me You Love Me – 3:41 (F.Zappa)
7. Cosmik Debris – 6:26 (F.Zappa)
8. Stick It Out – 5:18 (F.Zappa)
9. Florentine Pogen – 7:58 (F.Zappa)
10. Cateto – 6:01 (Belisari/Conforti)
11. Regole da Rispettare – 5:03 (F.Bellavia)

## Formazione
- Elio - voce, flauto traverso
- Martin Bellavia - chitarra, voce
- Ruben Bellavia - batteria, voce
- Simone Bellavia - basso
- Alex Armuschio - tastiere, voce
- Gianni Denitto - sax, chitarra, voce